# Cesare Casadei
Cesare Casadei (Ravena, 10 de enero de 2003) es un futbolista italiano que juega de centrocampista en el Torino F. C. de la Serie A.

## Trayectoria

### Primeros años e Inter de Milán
Nacido en Rávena y criado en Milano Marittima, Casadei empezó a jugar al fútbol en el Cervia antes de fichar por el Cesena. En 2018 después de que este último club se enfrentara a la bancarrota, el mediocampista se mudó al Inter de Milán donde rápidamente ascendió a las categorías inferiores, ganando un campeonato nacional sub-17 en 2019 y ascendiendo a la sub- 19 cuando todavía tenía diecisiete años.
En octubre de 2021, fue incluido en la lista anual "Nex Genration" del periódico británico The Guardian, que presenta a los prospectos mejor calificados nacidos en 2003. Al año siguiente recibió sus primeras llamadas al primer equipo del Inter de Milán.

### Chelsea
El 19 de agosto de 2022 se anunció que el Chelsea F. C. había llegado a un acuerdo con el Inter de Milán para fichar al jugador por seis años; se informó que su tarifa de transferencia estaba en el rango de 15 millones de euros, más 5 millones en complementos.
Fue incluido en el equipo sub-21 y el 31 de agosto debutó contra el Sutton United en la derrota 1-0 en un partido del Trofeo EFL, donde recibió una tarjeta roja. Cuatro días después hizo su debut en la Premier League 2, anotando un gol en el minuto 48 para la victoria 2-0 de su equipo contra el Everton sub-21.

#### Préstamo al Reading
El 30 de enero de 2023 fue cedido al Reading de la English Football League Championship hasta el final de la temporada. Luego hizo su debut profesional el 4 de febrero comenzando en un empate 2-2 contra Watford, marcó su primer gol con el 15 de marzo en la derrota por 2-1 ante el Blackburn Rovers.
El 2 de febrero de 2025 fue fichado por el Torino F. C. y firmó un contrato hasta junio de 2029.

## Selección nacional
Ha representado a Italia en casi todos los niveles internacionales juveniles, desde la selección sub-16 hasta la sub-21.
En junio de 2022 fue incluido en el equipo que participó en el Campeonato Europeo de la UEFA Sub-19 en Eslovaquia, donde Italia alcanzó las semifinales antes de ser eliminado por el eventual campeón Inglaterra.
El 19 de noviembre de 2022, debutó con la selección de Italia Sub-21 en un partido amistoso que perdió 4-2 contra Alemania.
En diciembre de 2022 participó en un campo de entrenamiento dirigido por el técnico de la selección absoluta Roberto Mancini.
En mayo de 2023 fue incluido en la selección italiana que participó en la Copa Mundial Sub-20 de la FIFA en Argentina. En el certamen ayudó a Italia a llegar a la final, aunque los Azzurrini finalmente perdieron ante Uruguay, recibió tanto el Balón de Oro como la Bota de Oro, como el jugador más valioso y el máximo goleador del torneo con 7 goles.

## Estadísticas

### Clubes
Actualizado al último partido disputado el 25 de mayo de 2025.
| Club                            | Div.          | Temporada     | Liga  | Liga  | Liga   | Copas nacionales | Copas nacionales | Copas nacionales | Copas internacionales | Copas internacionales | Copas internacionales | Total | Total | Total  |
| Club                            | Div.          | Temporada     | Part. | Goles | Asist. | Part.            | Goles            | Asist.           | Part.                 | Goles                 | Asist.                | Part. | Goles | Asist. |
| ------------------------------- | ------------- | ------------- | ----- | ----- | ------ | ---------------- | ---------------- | ---------------- | --------------------- | --------------------- | --------------------- | ----- | ----- | ------ |
| Reading F. C. Inglaterra        | 2.ª           | 2022-23       | 15    | 1     | 0      | —                | —                | —                | —                     | —                     | —                     | 15    | 1     | 0      |
| Reading F. C. Inglaterra        | Total club    | Total club    | 15    | 1     | 0      | 0                | 0                | 0                | 0                     | 0                     | 0                     | 15    | 1     | 0      |
| Leicester City F. C. Inglaterra | 2.ª           | 2023-24       | 22    | 2     | 0      | 3                | 1                | 2                | —                     | —                     | —                     | 25    | 3     | 2      |
| Leicester City F. C. Inglaterra | Total club    | Total club    | 22    | 2     | 0      | 3                | 1                | 2                | 0                     | 0                     | 0                     | 25    | 3     | 2      |
| Chelsea F. C. Inglaterra        | 1.ª           | 2023-24       | 11    | 0     | 0      | —                | —                | —                | —                     | —                     | —                     | 11    | 0     | 0      |
| Chelsea F. C. Inglaterra        | 1.ª           | 2024-25       | 0     | 0     | 0      | 1                | 0                | 0                | 5                     | 0                     | 0                     | 6     | 0     | 0      |
| Chelsea F. C. Inglaterra        | Total club    | Total club    | 11    | 0     | 0      | 1                | 0                | 0                | 5                     | 0                     | 0                     | 17    | 0     | 0      |
| Torino F. C. · Italia           | 1.ª           | 2024-25       | 15    | 1     | 1      | 0                | 0                | 0                | —                     | —                     | —                     | 15    | 1     | 1      |
| Torino F. C. · Italia           | Total club    | Total club    | 15    | 1     | 1      | 0                | 0                | 0                | 0                     | 0                     | 0                     | 15    | 1     | 1      |
| Total carrera                   | Total carrera | Total carrera | 63    | 4     | 1      | 4                | 1                | 2                | 5                     | 0                     | 0                     | 72    | 5     | 3      |

## Palmarés

### Distinciones individuales
| Distinción                                        | Año  |
| ------------------------------------------------- | ---- |
| Balón de Oro de la Copa Mundial Sub-20 de la FIFA | 2023 |
| Bota de Oro de la Copa Mundial Sub-20 de la FIFA  | 2023 |